# 関根勤
関根 勤（せきね つとむ、1953年〈昭和28年〉8月21日 - ）は、日本のお笑いタレント、コメディアン、俳優、歌手、司会者、YouTuber。旧芸名はラビット関根。東京都港区出身。浅井企画所属。娘はタレントの関根麻里。愛称は、ラビー。
所属事務所の後輩で長年の親友でもある小堺一機とのコンビは、コサキンとして知られている。

## 来歴
4人兄弟の末っ子（兄2人に姉1人）として生まれる。父は東京消防庁勤務の消防士で、謹厳実直な家庭だったと回想している。「勤」の名前の由来は、関根が生まれた年（1953年）が父にとって勤続25年目の年に当たったことに由来する。幼少時代は奔放かつ我が儘であり、父にはよく「勤、怒鳴るなよ」と窘められていた。
港区立高輪台小学校、港区立高松中学校、東京都立八潮高等学校を経て、日本大学法学部管理行政学科に入学（実家最寄りの明治学院大学法学部が第一志望だったが不合格）。大学ではお笑い好きの仲間4人と「目黒五人衆」を結成し都内でライブ活動を行うが、大学3年次の1974年の夏休みにグループは解散。その後、同年出演したTBS『ぎんざNOW!』の「しろうとコメディアン道場」で5週連続勝ち抜き、初代チャンピオンとなる。その時の審査員の一人だった浅井企画社長・浅井良二に見出され、芸能界デビューを果たす。コサキンビデオ『マントヒヒ』内での回想によれば、放送後に浅井社長と川岸副社長に呼び止められ、近くの喫茶店で詳細について話し合ったという。プロの芸人になるつもりはなかったことから回答を渋っていたが、それまで沈黙していた浅井が「君なら出来る! 君なら出来るよ! ウチはコント55号を育てたんだから。明日の朝10時に事務所に来なさい!太陽神戸銀行の横!」と一方的に捲し立てると、直ぐさま川岸を連れて帰ってしまった。呆気にとられたが、翌日に事務所を訪れると、そこには浅井が契約書を持って待ち構えていた。当時まだ大学に在学中だったため、当初は卒業までの一年半だけ所属するつもりだった。また、関根には自分と同じように消防署員になって欲しいと思っていた父親からは猛反対され、芸能界入りの条件として浅井に直接「公務員と同じ位の給料を保証してくれ」と要請していたという。
プロデビューに際して、TBSラジオ『ヤングタウンTOKYO 桂三枝の大放送』の前説を務めていた縁で、パーソナリティの桂三枝（現：六代目桂文枝）が1975年の干支である卯に因み「ラビット関根」という芸名を名付けた。この芸名は、売れなければ翌年は辰に因んだ「ドラゴン関根」に、さらに次の年は巳から「スネーク関根」に…と改名し、十二支すべて芸名にしても芽が出なければ芸人をあきらめろ、という洒落も込められていた。千葉真一・ジャイアント馬場・長嶋茂雄など、これまでやり手のいなかった人物のモノマネで次第に注目される。
日本テレビ系列の『カックラキン大放送!!』では、「バカバカしいと思うなよ。やってる本人、大真面目!」と歌いながら披露する「カマキリ拳法」や、「田村正和拳法」などのシュールかつ特異なネタを編み出した。さらにテレビ朝日系列の『欽ちゃんのどこまでやるの!?』に、事務所の後輩で親友でもある小堺一機と組んだ「コサキン」（当初は「コサラビ」）のコンビで出演し、「クロコとグレコ」で人気を博した。また1983年に、同番組で共演した事務所の先輩・萩本欽一の指示で、芸名を本名の関根勤に改めた。1985年にはフジテレビ系列『森田一義アワー 笑っていいとも!』にレギュラー出演を開始し、全国区の知名度を得る。
同じく1985年から、小堺主演の舞台『小堺クンのおすましでSHOW』に出演。1989年には自らを座長とした舞台『カンコンキンシアター』を開始させ、テレビ以外にも活動の幅を広げる。また、コサキンコンビでメインパーソナリティーを務めたTBSラジオの番組『コサキンDEワァオ!』は、1981年の放送開始以来放送時間や番組タイトルを変えながら、深夜番組としては驚異の27年半という記録を打ち立てた長寿番組となった（2009年3月をもって放送終了）。同番組からは小堺との共著を含む数十冊の著書の他、「コント劇場」のビデオ、CD-ROMなどが出版されたり、人気コーナー「似てねェモノマネ」で、現在の芸風の基盤であるモノマネの世界を作り上げる。
1994年には、『キネマ旬報』に連載したコラム「関根勤のサブミッション映画館」により第21回キネマ旬報読者賞を受賞した。
2010年代以降もバラエティ番組を中心に第一線で活躍、ターゲットをごく一部に絞るような独特のモノマネやコメントで、老若男女問わず根強い人気を維持している。
2015年5月23日に、初監督作品映画『騒音』が公開。
2016年4月、TBS系『サタデープラス』の企画ロケで受けた心臓の検査で「冠動脈狭窄」と診断され、翌月の5月2日にステント手術を受けていたことを21日に『サタデープラス』で明かした。
2022年5月9日、YouTube公式チャンネル「関根勤チャンネル」を開設。2023年2月6日にはチャンネル登録者数が10万人を突破した。

## 芸風
テレビにおいては、クイズ番組やクイズコーナーなどでボケ回答をしたり、一部のファンに的を絞ったマニアックな喩えを披露する。ラジオや舞台ではシュールでナンセンスなコントを好んで演じる。また小堺と組んでコントをする際は、ほとんど関根がボケを担当。『カンコンキンシアター』では、何かにつけてすぐ服を脱ぎ、また、脚本でもシュール、マニアック、ホモネタ、エロティックネタも構わずに使用するなど、馬鹿馬鹿しくてマニアックな「クドい」芸風を指向している。
特徴のある人物を何かに見立ててイジる「見立て芸」を得意としており、『笑っていいとも!』の休暇時期恒例コーナー「身内自慢コンテスト」の進行を務める際の“紹介者イジり”は、同番組では毎回の恒例であった。

### モノマネ
関根は幼少時よりテレビっ子であり、モノマネも観察眼から自然に身についたものと述懐している。『ぎんざNOW!』出演時、関根のモノマネのレパートリーがあまりに多岐に渡っていたことから、番組のルールが急きょ勝ち抜き制に変わった逸話を持つ。
千葉真一・大滝秀治・長嶋茂雄・ジャイアント馬場からは公認されており、千葉・長嶋・馬場の熱狂的なファンでもあり、みうらじゅんからも「関根さんのモノマネは対象となる人への敬愛が満ち溢れている」と評している。不文律として「亡くなった人をネタにしない」というものがあり、ラジオ番組においても、故人を元にしたネタは採用されない。馬場が亡くなった時、「馬場さんのモノマネは封印する」と宣言したが、後に軟化している。モノマネする人物を自ら名乗って“保険”を掛けることが多いが、大滝秀治の場合、台詞の冒頭で「ひでじ」を連呼したことにより、正しい名前の読みが浸透した（それ以前は、「しゅうじ」と読み間違えられることが多かった）。長年「モノマネする側」だったが、後にものまねタレントのコージー冨田にモノマネされるようにもなった。一方でキダ・タローのものまねについては、関根曰く、関西弁のイントネーションが苦手でその再現に苦労し、それでも似てないが“インチキ関西弁”で人気があったということで、そんな時にキダ本人の前でものまねを披露する機会があり、いざそれを演じたところ「二度とやらないでください」とキダから直接NGがあったという。掛布雅之のモノマネにも挑戦したことがあったが、小堺とのラジオ番組で披露したところ、関根曰く「全然ダメ」「できるかなと思ったが、できなかった」ということで、小堺からも「もうやめたほうがいい」と言われる。掛布のモノマネを得意とする松村邦洋よりも前に自分がやっていたとのことで、後に松村がモノマネするのを見て「こうやってやるのか」と感心したという。
レパートリー
※五十音順

### 女人評論家
若いころから「女人鑑定家」やら「女人評論家」などと自称するほどのアイドルマニアの側面があり、ラジオではその手の女性がゲスト出演してくれる度に、小堺と共に浮かれてはリスナーたちに翌週の餌食にされるのがお約束であった。下ネタが御法度の欽ちゃんファミリーにおいて、関根だけは時折下ネタも話題にする。
女性の好みに関しては「熱しやすく冷めやすい」性格であり、一途ではない。リア・ディゾンは「もう人のものになっちゃった」と諦め、できちゃった結婚したことに対しても「自分に対するけじめがない」と苦言を呈していた。優香や本仮屋ユイカの大ファンで、「優香の子供になりたい」もしくは「優香の中から生まれてきたい」と妄想を膨らませている。東海テレビの番組『スイッチ!』ではユイカの妹・本仮屋リイナアナウンサーとの3人旅が実現した。

## 人物

### お笑い
『森田一義アワー 笑っていいとも!』に男女合わせた全レギュラーの中で、司会のタモリを除いて歴代最長の29年間出演した（1985年4月から2014年3月の番組終了時まで）。
『ラジオ』や「舞台」では、裏関根と呼ばれる毒舌でマニアックな面も発揮している。テレビでは同業者を悪く言うことはまずないが、ラジオや舞台では遠慮が無い。
師匠筋にあたる萩本欽一からは、デビュー当初は「俺はお前は嫌い、お前なんかと仕事したくない」と厳しい対応をされ、約7年もの間萩本に門前払いをされた。関根は萩本の態度に落ち込むよりも「正直な人だな、俺の芸風が嫌いなんだな」と驚いたが、実際には「最初に俺が優しいと、お前らは『大丈夫だ、芸能界』と思ってしまう」と危惧した萩本が、関根や小堺一機に厳しく接したものであった。萩本は『カックラキン大放送!!』での関根のカマキリ拳法を初めて観た際に「ちょっとやばいな、なるべく近寄りたくない」と感じ、その印象が払拭されるまでに時間がかかった、と回想している。
萩本との対面が叶ってからは、初めて萩本宅に招かれた際に3時間ほど即興芝居などを徹底的に仕込まれたり、普段から無茶振りをされたりなど、萩本との日常生活が全てお笑いの修行だったと振り返っている。関根が『欽ちゃんのどこまでやるの!?』などの番組に出演するようになってからは、萩本は「100万円を持っていたらその札束を見せびらかしているような芸」という例えで関根のオーバーアクションをたしなめたことはあったが、小堺と同様に番組のリハーサルにて演技指導をすることがなくなった。後に、関根が萩本にその理由を尋ねたところ、萩本は「僕がアドバイスしたら、君たちは萎縮するから」と返答し、「人間性まで見抜かれていた」と脱帽した。
こうした経緯もあり、関根も基本的には後輩への厳しいダメ出しや苦言をせず、求められない限りは芸に対してアドバイスはしない。一方で、「後輩たちの糧になるなら、いくらでも褒める」としている。バラエティ番組を1日に4～5時間視聴してお笑いを研究しており、番組の感想を出演者に伝えて褒めることも多い。関根は「（子供のころから）芸人を尊敬しているし、ファンのままなので、頑張ってほしいと思って声をかける」と語っている。
ただし、2019年11月2日放送の『FNS27時間テレビ』内の『さんまのお笑い向上委員会』にて、爆笑問題の太田光が鬼越トマホークのネタを遮り、フジテレビの社長まで倒すという暴走をした際には、CM中に関根が太田を「全部間違ってる」と叱り、関根をよく知る明石家さんまを「関根さんがここまで言うのは滅多にない」と言わしめた。後に関根は『爆笑問題の日曜サンデー』にゲスト出演。関根が太田に「（太田の芸風として）1回目（のボケ）は正しいから、全部ではなく9割間違っていた」「俺もああいうこと（ネタの暴走）はあるし、カマキリ拳法のころは間違っていた」と語り、二人は和解した。
時々弟子志望の若者が訪ねてくるが、「弟子になると芸ではなく弟子のプロになって終わってしまう」という理由で断り、「弟子はいらないけど後輩になってくれるのは大歓迎」と、自身が所属する浅井企画の主催オーディションやセミナーへ行くように勧めている。過去の弟子入り志願者には、パックンマックンのマックンがいる。
温厚な人柄で知られているが、20代のころに「世界ふしぎ発見」に出演した際に、スタッフに中学の嫌な先輩がおり、そのスタッフの態度が気に入らず、番組のノリにもついていけなかったため、本番中ほとんどしゃべらず、スーパーひとしくんを番組スタッフの指示を無視して賭けて正解し優勝してしまったため、優勝賞品をもらえず、その後、「世界ふしぎ発見」に全く呼ばれなくなった。
かつて傍若無人なテレビスタッフを見てきた経験から、共演者を立てて彼らが注目されるように心掛けている。「パスが上手い」「共演した後輩が活かされる」という意味で「リオネル・メッシのような芸人」になることを目標にしている。
コサキンのラジオ番組では、好き勝手な歌詞の替え歌を200曲以上披露しており、リスナーから好評を博した。また、他のタレントとユニットを組んで歌のCDを発売したこともあるが、「CDを出したのはレコード会社の人に上手く乗せられちゃった。若気の至りだった」と語っている。

### 趣味・嗜好
モノマネのレパートリーである千葉真一、ジャイアント馬場、長嶋茂雄や、東方神起、『モンティ・パイソン』の熱狂的なファンである。千葉真一は千葉のデビュー作『新 七色仮面』から千葉の作品を全て観賞している。東方神起は楽曲のみならず彼らの人間性も高く評価している。メンバーのジュンスとジェジュン（現・JYJ）のモノマネを早くから習得したり、自らを6人目のメンバー「ツトン」と自称している。次第に番組などで共演する機会も増え、彼らの4作目のアルバム『The Secret Code』に同梱されているDVDでは、副音声にメンバーとのトークが収録されている。また、KARAのファンでもある。
親友の小堺と同様、関根もかなりの映画マニアである。『関根勤のサブミッション映画館』をはじめ、数冊の映画関連本を著しており、2010年1月より、映画専門チャンネル・スター・チャンネルで『関根勤 映画の時間』というレギュラー番組を持っている。ブルース・リー主演の映画『燃えよドラゴン』を33回も劇場で観たが、あまりに見過ぎたため、劇中で悪の親玉・ハンの動かないはずの左手の義手が、世界各地から訪れた武道家たちを「ようこそ」と招き入れた際に動いていたという撮影上のミスにまで気付いてしまったほどである。
芸能界でも指折りの格闘技通であり、K-1のリングアナウンサーや解説などの格闘技の仕事も多くこなしている。パンクラスでただ一度行われた船木誠勝対鈴木みのる戦も観戦しており、試合評を格闘技雑誌に発表している。先見の明もあり、オランダで活躍していたものの日本では評価・知名度とも低かった佐藤嘉洋をK-1プロデューサー・谷川貞治に推薦した。
自分で行うスポーツとしてはゴルフを得意とし、ハンディ9の実力を持つ。ゴルフ仲間には、『さんまのSUPERからくりTV』で共演していた長嶋一茂などがいる。
食べ物に関してはカレー好きであり、特に新宿・中村屋と銀座・ナイルレストランのカレーがお気に入り。また、同じくカレー好きなゴスペラーズの黒沢薫に中村屋限定のカキカレーを紹介したり、2009年2月には黒沢と共に「ボンカレーネオ誕生祭」に出演し、初代ボンカレーについて熱く語った。さらに同年9月8日には「ボンカレースマイルプロジェクト」がスタート、関根が初代C・B・O（チーフボンカレーオフィサー）に就任した。他にも、セブン-イレブンからは関根プロデュースにより、同年5月に「関根式チキンカレー（欧風）」が、7月に「関根式チキンカレー（インド風）」が、10月にも、カレーでの経験を生かした「関根式ハヤシライス」がイトーヨーカドーで発売された（いずれも販売終了）。
一方、苦手な食べ物としてはキュウリを挙げており、『コサキンDEワァオ!』でも度々ネタにしていた。理由は「食べると寂しい気持ちになる」としている。ツナサンドなどに含まれるみじん切りのキュウリも苦手だが、ピクルスや奈良漬けなど味をつけて加工したキュウリは食べられる。関根が出演した『烈車戦隊トッキュウジャー』では、監督のひとりの加藤弘之が関根のファンだったため、関根の演じた役柄の「車掌」にキュウリ嫌いという設定が盛り込まれていた。『とんねるずのみなさんのおかげでした』の「新・食わず嫌い王決定戦」では、缶詰のみかん、砂肝、鶏皮、青柳なども嫌いと告白、関根のYouTubeチャンネルでは、「ミントが嫌だったり、それから…大葉がダメだったりセロリもダメなんですよ。豚の脂身もダメで（中略）モツも食えないし」と語っている。また、酒は全く飲めない。

### 家庭
かつてコサキンのラジオ本のタイトルになったことがある妻とは恋愛結婚。「女房に片思い」「永遠の片想い」と言って憚らないほどの愛妻家である。それを物語るエピソードとして、ある時タモリに左手の結婚指輪を見せ、「これ（指輪）は、何があっても家族を守る、という覚悟の印なんです」と語ったことがある。
結婚した理由について聞かれた際、「親父になりたかったから」と答えた。
コサキンの番組では娘・麻里との幼少時代からのエピソードが、必ず話題に上がるほどの娘思いでもある。日本ファーザーズ・デイ委員会主催の「ベスト・ファーザー イエローリボン賞」を2002年に受賞し、オリコンの調査による「理想の親子ランキング」では、2008年から2012年まで5年連続1位を獲得して殿堂入りになった。親子のコミュニケーションを何よりも大事にし、一人っ子で弟が欲しかったという麻里のためであり、本人は末っ子でもあり、架空の弟に扮して「弟ごっこ」をしたり、麻里との入浴時に「ケツケツダンス」や「フライング裸」、「風呂場で寒がるオヤジ」などの遊びを編み出したりとエピソードは数多い。ただし、麻里とは芸能界では安易に共演せず、仕事中は先輩後輩の関係となり、麻里が「芸人になりたい」と言った際に「芸人になる前にしっかり常識や勉強をしなくちゃいけない」と愛娘を海外留学させた。結果的に麻里は大学を飛び級、そして首席で卒業してから芸能界入りを果たしている。
「ライル」というオスのゴールデンレトリバーを飼っており、溺愛していた。「ライル」という名前は、番組の企画で元の飼い主であった浅井企画の後輩・ずんの飯尾和樹の名字に因んで付けられた（飯（ライス）尾（テイル）→ライステイルの略）。ライルは2015年8月に死去している。
麻里が好きな男性のタイプに高田純次と答えたことを「俺の教育は間違えてなかった」と納得した。麻里がKと交際中に明石家さんまが「麻里ちゃんが好きなタイプやわ。面白いし明るいし」と納得しており、関根もKを「好青年で面白くて明るくて優しい。麻里が選んだ人だから間違いはない」とさんまに語った。
最近はその娘に「ちょっとテレビの音量大きいよ」と言われ聴力の衰えを感じている。

### 交友
冒頭でも述べた通り、所属事務所の浅井企画の後輩で、コサキンの相方でもある小堺一機との交友がもっとも有名であり、関根は「小堺くんに出会わなければ今の自分はない」「（小堺は）親友でありライバルであり、パートナーであり、恩人である」と語っている（その他の詳細はコサキンの記事を参照）。ほかの浅井企画の後輩芸人も同様に可愛がっており、下戸ではあるが自分から誘って一緒に飲み会に行くことも多い。
萩本欽一には弟子入りをしていないため、萩本とは正式な師弟関係ではない。ただし、『コサキンDEワァオ!』に萩本がゲスト出演した際には、萩本は世間から関根と小堺の師匠と見られていることについて「今となっては気分がいい。（二人が）馬鹿馬鹿しいことやってるし」と満更でもない様子を見せた。関根が「正式な手続きでの弟子入りはないですけども、『欽どこ』を通じて（萩本は）師匠という気持ちがありますから」と語ると、萩本も「それは大きな声で言うべきよ」と冗談めかしながら答え、彼らが師弟に準ずる関係であることを認め合った。
みうらじゅんは関根を日本のスティーブ・マーティンと評している。みうらは、関根に勧められて千葉真一が主演の映画「地獄拳シリーズ」を観賞してから意気投合し、「ロックな人でとてもカッコイイ。黙って関根さんについていく」と心酔している。
清水ミチコ・YOU・藤井隆とは自他共に認める仲良しグループであり、「四季の会」と題した懇親会を季節ごとに行っていた。内容は基本的に「食事をしながら関根のバカ話・妄想話を聞く会」で、清水が関根へのツッコミ役をしていた。このメンバーで2007年3月1日放送の『雨上がり決死隊のトーク番組アメトーーク!』にも出演した。
レギュラー番組で幾度か共演している高田純次とも仲がよく、関根が尊敬する人物に挙げている。高田のDVD『高田純次 適当伝説 〜序章・勝手にやっちゃいました〜』では副音声で高田と対談をした。
明石家さんまとは同期であり長きにわたり交友がある。関根が21歳のころに大阪で仕事があった際、マネージャーと「本場のお笑いを見よう」と劇場に行き、さんまの「京子ちゃんシリーズ」というネタを見た関根がその馬鹿馬鹿しさに笑ってしまった。後に『笑っていいとも!』のレギュラーとしてさんまと共演した関根が「京子ちゃんシリーズ」のことを伝えると、さんまも「一人だけ笑ってる人がいた」と関根の存在を憶えていた。そこから親交が深まり、さんまの番組へ関根や浅井企画の後輩芸人が出演するなど友好的な関係を築いている。
共演NGについては、関根が千原ジュニアのYouTubeチャンネルの動画に出演した際に「好きじゃないという人はいるが、（関根からは）共演NGにはしない」と語っている。ただし、かつてコサキンのラジオなどにも出演していたルー大柴に関しては、2008年にルーが独立した際に浅井企画とルーの事務所の折り合いが悪化し、以降の共演を果たしていない。なお、『太田上田』への出演時など、関根がルーのエピソードを語ることはある。

## 出演

### テレビ番組

#### 現在の出演番組
- 昭和歌謡ベストテンDX→MUSIC X（2020年4月9日 - 2024年3月28日〈歌謡ベストテンDX〉 / 2024年4月4日 - 、BS-TBS） - 司会

スペシャル番組
- さんま・玉緒のお年玉あんたの夢をかなえたろかスペシャル（1995年1月 - 、TBS） - 毎年1月放送[59]
- ものまねグランプリ（2009年5月3日 - 、日本テレビ） - レギュラー審査員・審査委員長[59]

#### 過去の出演番組

##### NHK・NHK-BS
- お笑いダンクシュート（1995年12月23日・1996年3月28日）
- ハッチポッチステーション（1995年 NHK-BS2） - ツトーム・関根 役
- 真似して真似され二人旅（1999年8月9日、NHK-BS2 / 再放送 2001年5月13日、NHK総合テレビ） - 大滝秀治と共演。
- 第58回NHK紅白歌合戦（2007年12月31日） - 紅白応援隊員として、隊長の関根麻里と共に出演。
- ディープピープル（2010年7月 - 2012年12月、NHK総合）
- 桂三枝のすべて 〜六代桂文枝襲名〜（2012年7月29日、NHK BSプレミアム）
- 高校野球100年のものがたりあの感動シーンを熱球トーク！（2015年3月23日、廣瀬智美（NHKアナウンサー）と共に司会）
- ピタゴラスイッチ（2012年 - 、NHK教育テレビ） - 「こんなことできません」コーナー - 岩井ジョニ男（イワイガワ）と共演。
- たとえBAR（2018年8月18日[60]・2019年3月30日[61]、NHK総合） - BARの常連客 役
- ねこ育て いぬ育て（2020年4月18日） - 語り

##### 日本テレビ系列
- 金曜10時!うわさのチャンネル!!
- カックラキン大放送!!
- ズームイン!!朝!（1979年、半年間街角リポーター）
- スター誕生!（1981年4月 - 12月） - 坂本九司会時代
- 5時SATマガジン（1982年2月 - 9月、中京テレビ） - 2代目司会者
- 11PM（1987年7月 - 1989年3月） - 水曜日・金曜日司会
- コサキン勝手にごっこ（1987年10月 - 1988年9月）
- ムーブタウン2（1990年）
- どちら様も!!笑ってヨロシク（30分時代に、1 - 2ヶ月に一度の割合で5枠に不定期出演）
- クイズ世界はSHOW by ショーバイ!! - 準レギュラー解答者
- ヒューヒュー（1992年10月 - 1993年7月）
- 即席!明るい改造計画（1994年4月 - 9月、読売テレビ制作）
- ともさか家の憂鬱（1997年10月 - 1998年3月）
- 超アジア流
- Gyu!と抱きしめたい!（1998年4月 - 1999年9月）
- ピカイチ（1999年10月 - 2001年9月）
- ジャパン☆ウォーカー（2001年10月 - 2002年3月）
- 超K-1宣言!
- 最強魂（2002年4月〜2003年3月）
- くりぃむしちゅーのたりらリラ〜ン（2005年4月 - 2006年3月）
- ZIP!（2014年4月3日 - 2016年9月29日） - 木曜メインパーソナリティ

##### TBS系列・BS-TBS
- ぎんざNOW! - 「素人コメディアン道場」の初代チャンピオン
- クイズ列車出発進行（1979年10月7日 - 1980年3月30日）
- パパ大好き!（1987年4月 - 9月）
- オールスター激突クイズ 当たってくだけろ!（第3回（1990年10月12日）・第4回（1991年1月3日）・第5回（1991年4月5日）・深夜番組対抗（1991年9月27日）・第6回（1991年10月4日）・第7回（1992年1月2日）・第8回（1992年4月3日）・第9回（1993年1月2日）に出演）
- オールスター感謝祭（1991秋 - 1992秋、1993秋 - 1995春、1996春）※1994春は総合優勝
- 病気バラエティー カルテ七転八倒（1991年10月 - 1992年3月） - 医者（MC） 役
- さんまのからくりTV（1992年10月 - 1996年3月）
- わくわく動物ランド
- おちゃのこサイサイ（1993年5月 - 9月）
- コサキンルーの怒んないで聞いて!!（1993年10月 - 1994年3月）
- さんまのSUPERからくりTV（1996年4月 - 2014年9月）
- ジャングルTV 〜タモリの法則〜（1994年4月 - 2002年9月、毎日放送制作）
- 王様のブランチ（1996年4月 - 2006年12月） - レギュラー
- 男3人ブラ珍クイズ旅 → 男3人ムリ珍お宝旅 → 男3人ワク珍クイズ旅 → 男3人ラブ珍ハント旅 → 男3人ブラ珍ゲーム旅（1997年 - 2000年）
- チャンスの殿堂!（1999年4月 - 9月、毎日放送制作）
- 関根・キャイ〜ンの!温泉だよ!大乱れSP（1999年12月29日）
- 爆笑問題のバク天!（2003年10月 - 2006年3月） - レギュラー
- 昭和歌謡ベストテン（2016年10月13日 - 2018年9月27日、BS-TBS） - MC

##### フジテレビ系列・BSフジ
- 心はロンリー気持ちは「…」シリーズ（1984年 - 2003年）
- 森田一義アワー 笑っていいとも!（1985年4月 - 2014年3月） - レギュラー
  - 笑っていいとも!増刊号（1985年4月 - 2014年3月）
  - 笑っていいとも!特大号（1985年 - 2014年3月）
- オレたちひょうきん族（1985年 - 1989年） - 準レギュラー（番組後期）
- 邦ちゃんのやまだかつてないテレビ（1989年10月 - 1992年3月）
- クイズ!早くイッてよ（1989年5月〜1992年9月）
- タモリ・たけし・さんまBIG3 世紀のゴルフマッチ - ナレーター（第3回、第6回を除く）
- 関根&ルーの!クイズサクセス（1992年10月 - 1994年3月）
- クイズ!年の差なんて（1994年4月 - 9月） - アダルトチーム解答者
- TVクルーズ となりのパパイヤ（1994年10月 - 1995年3月） - 木曜日キャスター
- よ!大将みっけ（1994年10月 - 1995年3月）
- エンタメゆうえんち 東京移住計画（1995年10月 - 1996年3月）
- ビートたけしPresents 奇跡体験!アンビリバボー（1997年10月 - 2012年9月）
- 明石家マンション物語（1999年10月 - 2001年9月） - 「クレーマークレーマー」のつとむくん
- 明石家ウケんねん物語（2001年10月 - 2002年3月）
- 100%キャイ〜ン!（2000年4月 - 2002年3月）
- ファイトマネー（2001年4月 - 10月、関西テレビ制作）
- スゴ腕!バウト（2001年10月 - 12月、関西テレビ制作）
- ザ・レターズ〜家族の愛にありがとう（2002年5月 - 9月）
- もしもツアーズ（2002年10月 - 2008年9月） - 隔週レギュラー
- とんねるずのみなさんのおかげでした（2004年4月22日 - 2018年3月22日、フジテレビ） - 「博士と助手〜細かすぎて伝わらないモノマネ選手権〜」コーナーレギュラー（大博士）
- ライオンのごきげんよう（2004年8月9日 - 13日） - 病気により一時休養した小堺一機の代役として。
- タモリのジャポニカロゴス（2005年10月 - 2008年9月）
- 100人目のバカ（2005年・2006年）
- 人志松本のすべらない話（2006年・2007年） - 第8弾・第10弾
- 関根勤5ミニッツ・パフォーマンス（2008年1月 - 3月・2009年1月 - 3月、BSフジ）
- 一攫千金!日本ルー列島（2008年4月 - 2009年2月） - 準レギュラー
- Beポンキッキ（2008年4月7日 - 2011年4月22日、BSフジ） - 「とべ BB!」のSi先生 役
- ホンネの殿堂!!紳助にはわかるまいっ（2009年5月 - 2010年9月） - 準レギュラー
- コサキン道中 ぶらっぶらっぶらっ!（2014年10月3日 - 2015年9月27日、BSフジ）
- 正直さんぽ「正直女子さんぽ」（2015年9月26日 - 2016年3月26日） - 産休中の娘・麻里の代役[62]
- すぽると!（2013年11月18日 - 2016年4月2日） - 「関根勤の夢見るすぽると!」コーナー司会
- コサキン・天海の超発掘!ものまねバラエティー マネもの（2014年6月14日 - 2015年10月10日、2019年6月27日 - 2020年6月24日） - 不定期放送
- しあわせが一番（2016年 - 2017年9月27日、フジテレビ・BSフジ） - ナレーション
- セノビタビ。（2016年4月28日 - 2022年11月5日、フジテレビ） - MC
- テレビ寺子屋 第2386回・第2387回「関根家の子育て」（2024年6月16日・23日、フジテレビ） - 麻里と出演
- ミライ☆モンスター（2014年4月6日 - 2025年3月30日）[59]

##### テレビ朝日系列
- 13時ショー（197?年 - 1976年1月） - 「フラッシュクイズ」「珍芸スターお笑い大行進」コーナー司会
- 徹子の部屋（1976年2月 - 1977年3月）「フラッシュクイズ」
- タモリ倶楽部（1980年 - 1990年代後半頃）
- 欽ちゃんのどこまでやるの!?（198?年 - 1986年9月）
- さんまのゴメンねわがままで（1986年4月 - 1986年9月）
- パオパオチャンネル（198?年 - 1989年9月） - 2代目月曜日司会者
- アクション映画夢紀行（1991年、九州朝日放送）
- さんまのナンでもダービー（1993年4月 - 1995年9月）
- 気分はワイルド 〜飛び出せ大自然へ〜（1995年 - 1996年）
- 超次元タイムボンバー（1996年10月 - 1997年9月） - 準レギュラー
- リングの魂（1994年 - 2000年） - 準レギュラー
- 関根&優香の笑うシリーズ（2004年1月2日 - 2014年1月5日）毎年1月2日放送（夏休み特番・春休み特番・2014年以外）
- 関根勤&麻里親子の旭山動物園日記 〜マイナス20度の冬を越す動物と飼育員たち〜（2007年1月14日、北海道テレビ）
- ザ・クイズマン（2008年4月 - 8月）
- 今すぐ使える豆知識 クイズ雑学王
- ガリレオヒット脳研（2009年11月 - 2011年8月）
- コサキンDEラ゛ジオ゛!（2010年4月 - 2013年4月、BS朝日・テレ朝チャンネル）
- ホリケンふれあい旅 にんげんっていいな（2012年12月20日 - 2019年12月19日）
- ペットの王国 ワンだランド （2014年10月5日 - 2017年3月26日、朝日放送） - レギュラーMC[63]

##### テレビ東京系列
- 笑ってルンルン（1982年8月 - 9月） - ラビット関根名義（関根自身は3回で降板）でみのもんたと共に司会を務めたバラエティ番組。ゴールデンタイムに放送されていたが低視聴率により、8回で打ち切られた。
- OH!キッチン家族（1988年）
- 夢通りエプロン亭（1989年）
- 知ってドーするの!?（1996年4月20日 - 9月28日）
- ウラ関根TV（2003年4月 - 2004年3月、テレビ大阪共同制作）
- お茶の間の真実〜もしかして私だけ!?〜（2007年10月 - 2008年8月） - 準レギュラー
- ザ・逆流リサーチャーズ（2009年10月 - 2010年3月）
- 逆流!シラベルトラベル（2010年4月 - 8月）
- 仰天クイズ! 珍ルールSHOW（2011年4月 - 2012年9月、テレビ東京） - レギュラーパネラー

##### 独立局
- すずき（2007年10月 - 2008年3月、tvk他） - 「ニオイ部」部長
- 東京クラッソ!NEO（2016年10月2日 - 2019年3月31日、TOKYO MX）
- スイッチ! （2022年4月25日 ‐ 2024年3月25日、東海テレビ）

##### BS・CS
- 関根勤 映画の時間（2010年、スター・チャンネル）
- おしえて!家電の神様（2015年10月8日 - 2016年3月31日、BS11）[64]
- 映画ちゃん（2012年4月6日 - 2015年12月6日、チャンネルNECO）
- 関根勤 KADENの深い夜（2016年4月7日 - 2017年9月28日、BS11） - 『Bar11』オーナー
- コサキンのラジオごっこ（2016年10月7日 - 2018年1月31日、MONDO TV） - MC[65]
- アプリで生判定!地域創生プレゼンバトル（2022年4月1日 - 2022年9月30日、BSJapanext） - 判定人、小堺一機と交互に出演

### ラジオ番組
現在の出演番組
- シン・ラジオ -ヒューマニスタは、かく語りき-（2022年4月6日 -  、bayfm） - 水曜ヒューマニスタ

過去の出演番組
- 関根勤のワン・ツー・パンチ!（TBSラジオ・JRN系列）
- コサキンシリーズ（1981年10月 - 2009年3月、TBSラジオ・JRN系列）[2]
- 感じるナイト・噂のスタジオワン（TBSラジオ）
- 全国歌謡ベストテン（1991年4月 - 1994年4月、文化放送ほか） - パーソナリティ
- 関根勤のカンコンキンラジオ〜ポァ〜ンと聞いてネ!!〜（2009年7月 - 2011年10月、ビクターエンタテインメントホームページ内インターネットラジオ、文化放送）
- 関根勤のスポパラ（2011年10月8日 - 2018年3月25日、ビクターエンタテインメントホームページ内インターネットラジオ、文化放送）
- 関根勤のTOKYOベストヒット（1986年10月 - 1990年3月、ニッポン放送） - メインパーソナリティ[2]
- 関根勤のランチで元気!（2013年4月1日 - 9月30日、ニッポン放送）
- ラジオで安心 みんなの防災2014（2014年9月6日、ニッポン放送） - メインパーソナリティ
- オレたち☆妄想族〜関根勤の頭の中〜（2007年10月 - 2013年9月、JFNC）
- KUSUKUSU（2015年10月 - 2020年3月、bayfm） - 関根麻里の代理出演。

### インターネット配信番組
- 発掘!ブレイクネタ 芸人!芸人!!芸人!!!（2014年6月1日 - 2015年1月20日、BeeTV）
- K-1 WORLD GP JAPAN以降 公式サポーター（2014年11月 - 、Abema TV）
- 関根勤がニッチなニュースをなでまわす（2016年7月30日、AbemaTV）
  - 関根勤がニッチなアレをなでまわす#2-#4（2016年10月16日・12月11日・18日、AbemaTV）
- 7.2 新しい別の窓（2018年5月 - 2023年4月、AbemaTV） - 不定期出演
- シモネタGP（2018年5月14日 - 6月4日、10月1日 - 12月3日、AbemaTV） - 審査委員

### テレビドラマ
- たぬき先生騒動記（1976年4月 - 9月、フジテレビ）
- スーパー戦隊シリーズ
  - 秘密戦隊ゴレンジャー 第57話「黒い包囲網! 五つの顔のペギー」（1976年7月31日、NET） - トラック運転手 役
  - 烈車戦隊トッキュウジャー（2014年2月 - 2015年2月、テレビ朝日） - 車掌 役
  - 烈車戦隊トッキュウジャーVS仮面ライダー鎧武 春休み合体スペシャル（2014年3月30日、テレビ朝日） - 車掌 役
- 前略おふくろ様 第2シリーズ 第14話（1977年1月、日本テレビ）
- 少年ドラマシリーズ
  - ポンコツロボット太平記（1978年12月、NHK） - 梅村 役
  - ぼくとマリの時間旅行（1980年8月、NHK） - 元太 役
- 日曜恐怖シリーズ / 悪霊の住む館（1979年7月、関西テレビ）
- 新・江戸の旋風 第16話「殺しを見たこねずみ」（1980年5月、フジテレビ） - 梅吉 役
- ただいま放課後 （1980年5月 - 1981年3月、フジテレビ） - 大関駒吉 役
- 玉ねぎむいたら… 第9話・第13話・第27話（1981年、TBS） - 川上忠彦 役
- 刑事犬カール2（1981年4月 - 9月、TBS） - 大沢 役
- 時代劇スペシャル / 仇討選手（1981年9月、フジテレビ）
- 鬼平犯科帳 第3シリーズ 第4話「雨乞い庄右衛門」（1982年5月、テレビ朝日）
- オレの息子は元気印（1987年1月 - 2月、日本テレビ）
- ベスト・フレンド（1987年4月15日、TBS）
- あきれた刑事（1987年10月 - 1988年3月、日本テレビ） - 石田健 役
- 痛快!ロックンロール通り（1988年1月 - 3月、TBS） - 黒沢竜二 役
- ドラマ23 / いまさら、初恋（1989年2月 - 3月、TBS） - 田崎 役
- 痛快!ロックンロール通りファイナル（1989年3月、TBS） - 黒沢竜二 役
- ドラマチック22 / 女子大生・危険なアルバイト 住み込み家庭教師編（1990年2月10日、TBS） - 奥村和男 役
- 世にも奇妙な物語（フジテレビ）
  - 死体くさい（1990年5月17日） - 西願尚人
  - おやじ（1992年9月17日）
- 徳川無頼帳 第16話「血風! 三兄弟・ニセ十兵衛現わる」（1992年、テレビ東京） - ニセ十兵衛 役
- 永遠の千秋楽 -蔵間・愛と涙の2500日-（1996年4月、TBS）
- 心はロンリー気持ちは「・・・・」XI（2003年、フジテレビ）
- 戦力外捜査官（2014年1月 - 3月、日本テレビ） - 金城新十郎 役
- 連続テレビ小説なつぞら（2019年8月10日、NHK） -  坂場一直 役
- 心はロンリー気持ちは「…」FINAL（2024年4月27日〈予定〉、フジテレビ）[66]

### 映画
- トラック野郎・爆走一番星（1975年） - バキュームカー助手・堀釜太郎 役
- 元祖大四畳半大物語（1980年） - マーちゃん 役
- ブルージーンズ メモリー（1981年） - 辻 役
- の・ようなもの（1981年） - 川添 役（小堺一機とのオカマコンビ）
- おニャン子ザ・ムービー 危機イッパツ!（1986年） - スペードのエース 役
- 卒業プルーフ（1987年） - 鬼頭教官 役
- 悪魔の毒々モンスター 東京へ行く（1989年） - ニュースキャスター 役
- 悪魔の毒々モンスター 毒々最後の誘惑（1989年） - ニュースキャスター 役
- エリック・ザ・バイキング/バルハラへの航海（1990年） - スレイブマスター 役
- ヒーローインタビュー（1994年） - 山本 役
- クレヨンしんちゃん（声の出演）
  - クレヨンしんちゃん 暗黒タマタマ大追跡（1997年） - 南砂 役 ※コサキンで出演（ノンクレジット）
  - クレヨンしんちゃん 嵐を呼ぶ モーレツ!オトナ帝国の逆襲（2001年） - TVの声 役 ※コサキンで出演。
  - クレヨンしんちゃん 爆盛!カンフーボーイズ〜拉麺大乱〜（2018年） - ぷにぷに拳の師匠 役[67]
- スーパー戦隊シリーズ
  - 烈車戦隊トッキュウジャー THE MOVIE ギャラクシーラインSOS（2014年） - 車掌 役
  - 烈車戦隊トッキュウジャーVSキョウリュウジャー THE MOVIE（2014年） - 車掌 役
- 新宿スワン（2015年）
- みんな!エスパーだよ!（2015年） - タエコの上司 役 ※カメオ出演

### Vシネマ・ナレーション
Vシネマ
- けっこう仮面（1991年、ジャパンホームビデオ） - 友情出演
- 2人のマジカル・ナイト（1991年、東映ビデオ）
- 行って帰ってきた烈車戦隊トッキュウジャー 夢の超トッキュウ7号（2015年、東映ビデオ） - 元車掌 / トッキュウ7号 役

ナレーション
- TDK発見の森シリーズ 関根勤のさんすうメキメキツアー - ハーウィーの声

### 舞台・イベント
- 回転海老家族（1984年6月2日・3日、渋谷スタジオDUG） - 芸能生活9周年記念公演。
- 小堺クンのおすましでSHOW（1985年 - 1989年、シアターアプル） - 第1回 - 第5回まで。
- カンコンキンシアター（1989年 - 、シアターアプル、東京グローブ座、博品館劇場 ほか） - 第6回公演から『クドい!』（第33回公演のみ『クドい!®』）にサブタイトルを統一。
- 関根勤×柳原可奈子トークライブ「酷白」（2012年 - 、東京グローブ座、日経ホール） - 毎年2月に開催。
- K-1 WORLD GPシリーズ - リングアナウンサー
- 日本アカデミー賞 - 第33・34・35回授賞式司会
- 関根勤チャンネルトークライブ2023「ある意味怖い絶対配信できないここだけの話」（2023年10月7日・8日、 博品館劇場）[68]
- 関根勤チャンネル 芸能生活50周年記念トークライブ2024〜ある意味怖い 絶対配信できないここだけの話〜（2024年10月6日・11月30日・12月1日 COOL JAPAN PARK OSAKA WWホール、博品館劇場）[69][70]
- BAYFMシン・ラジオプレゼンツ「蝶花楼桃花 かんこん亭きん太（関根勤）親子会」（2025年2月6日、なかのZERO 小ホール）[71]
- Thank you very マッチ de SHOW「ギンギラ学園物語 新春！再びマッチでーす！」（2025年12月30日 - 2026年1月4日〈予定〉、明治座）[72]

### CM
- ニュージャパン観光
- 牛乳石鹸共進社 One Day シャンプー&リンス
- エポック社 バーコードバトラーII
- 丸永製菓 アルプスメイト
- プロクター・アンド・ギャンブル ヴィックス・ヴェイパーバス（1989年） - 九州限定
- 日立製作所 日立フローラ（1995 - 1996年） - 長嶋茂雄と共演。
- 住友銀行 （1995年） - 佐藤雅彦作のCMキャラクター「熊のバンクー」の声
- アデランス （2001年） - メインキャラクターは当時のマネージャー・色摩茂雄。
- 任天堂
  - マリオゴルフ ファミリーツアー（2003年）
  - マリオゴルフ スーパーラッシュ（2021年） - 青木功、小祝さくら、原英莉花と共演。
- ライオン ルックシリーズ
- エイデン（東海地方のみ）
- ヤクルト本社 ソフール LCS100（2006年）[73]
- SRIスポーツ（現・ダンロップスポーツ） ゴルフボール・ミラクルエブリオ（2006年）
- サントリーフーズ ビタミンウォーター 「ものまね千葉篇」（2007年） - 速水もこみちと共演。
- 大塚チルド食品 スゴイ黒ダイズ（2007年）
- トヨタ自動車 「エコ替え」キャンペーン（2008年）
- エステー 消臭プラグ（2009年）
- ロート製薬
  - メンソレータムADシリーズ（2009年 - 2010年）
  - パンシロン（2010年 - ）
  - ロートゴールド40（2011年 - ）
- メガネスーパー（2010年 - ）
- イトーヨーカドー（2010年 - 2015年）
- 自動車整備振興会関東ブロック連絡協議会（2013年）
- 終活ねっと（2019年 - ）

### MV
- HANDSIGN「どうやって想い伝えようか」（2022年）[74]

### イメージキャラクター
- なんぼや （2016年11月 - 2022年1月）
- 八光堂 （2020年12月 - 終了時期不明）[75]
- 警視庁 （2023年9月） - 秋の全国交通安全運動広報大使、村山輝星と共に就任[76]。

## 作品

### CD
- ラテンの如く（1991年8月5日、Bi-tam-ing）※シングル
- PSYCHEDELIC SOUND PARADISE（1991年10月10日、Bi-tam-ing）※アルバム
  - ルー大柴・ラッキィ池田とのユニット「オラ・セラル」として。
- TRUE（1993年、Epic/Sony Records） - 米光美保（当時東京パフォーマンスドール）・伊集院光とのユニット「米光倶楽部」として。
- トークマンス“男のための女大作戦”（1994年、日本コロムビア） - あらゆる女性の口説き方を伝授するという、ネタ作品。

### VHS・DVD
コサキン関連はコサキンDEワァオ!を参照、カンコンキンシアター関連の一部についてはリンク先を参照のこと。
- 関根勤の中学生税金日記（前橋地区編、館林地区編ほか）[77]（1992年、群馬県租税教育推進協議会）VHS（中学校社会科視聴覚教材、非売品） - 関根勤（中学生） 役
- 関根勤の高校生税金白書[78]（1994年、群馬県租税教育推進協議会）VHS（高等学校社会科視聴覚教材、非売品） - 関根勤（高校生） 役
- カマキリ伝説 <関根勤> 仮（1994年8月、ポニーキャニオン）VHS
  - 関根勤 カマキリ伝説&カマキリ伝説 1 1/2（2003年8月、ポニーキャニオン） - 上記ビデオのDVD化
- 関根勤の税金版・天国と地獄[79]（1995年、群馬県租税教育推進協議会）VHS（社会教育視聴覚教材、非売品） - 関根勤 役
- 関根勤 カマキリ伝説2（2004年8月、ポニーキャニオン）
- 関根勤・くりぃむしちゅープレゼンツ!! CGなんかでお笑いを目指しちゃう人のための傾向と対策（2006年10月、TCエンタテインメント）
- お父さん（2007年1月、ソニマ）
- 関根勤カマキリ伝説 クドい!（2008年4月、ポニーキャニオン）
- 脳格闘家 関根勤の妄想力シリーズ（ポニーキャニオン）「東へ」（2008年7月）
  - 「西へ」（2008年10月）
  - 「南へ」（2009年4月）
  - 「北へ」（2009年6月）
- 関根勤5ミニッツ・パフォーマンス2 カンコンキンシアター結成20周年突破記念作品「クドい!」（2009年4月、BSフジ・ポニーキャニオン）
- 未確認中学生X（2013年11月、私立恵比寿中学） - PV監督
- ダイナマイト関西2014（2014年12月、よしもとアール・アンド・シー） - 特別音声・スペシャルゲスト

### 著書
- 小堺一機 関根勤の社会学―ベターチョイス・ライフのすすめ（1985年8月、CBSソニー出版） ISBN 978-4789701983
- 関根勤のサブミッション映画館（1995年11月、社会思想社） ISBN 978-4390604062
- 関根勤のフルコンタクト映画館（1997年4月、扶桑社） ISBN 978-4594022303
- 関根勤の平成格闘王列伝（1997年12月、スコラ） ISBN 978-4796204682
- 関根勤のやるだけマルもうけ!!（1999年10月、双葉社）ゴルフ本。 ISBN 978-4575290301
- 前武・関根のおしゃべりに会いたくて―しゃべリスト養成講座（2001年3月、ゴマブックス）前田武彦との共著。 ISBN 978-4907710774
- 関根勤×江戸木純 シネマ十番勝負（2003年5月、富士見書房） ISBN 978-4829175361
- ウラ関根本（2004年2月、太田出版） ISBN 978-4872338324
- バカポジティブ（2005年10月、マガジンハウス） ISBN 978-4838714766
  - （新書版：2008年6月、ヴィレッジブックス） ISBN 978-4863320451
- 妄想力（2009年9月、宝島社新書） 茂木健一郎との共著。 ISBN 978-4796669238
- 関根勤の人間観察（2011年、日本文芸社） ISBN 978-4537258714
- 全肯定! 関根流・ポジティブ人生相談（2012年7月、マガジンハウス） ISBN 978-4838724574
- 関根勤の嫌われない法則（2024年2月、扶桑社） ISBN 978-4594096298[80]

### 映画
- 『騒音』（2015年5月23日公開）- 監督[16]

### ダウンロード配信
- ピンッ・チョス!（2023年5月、M∞CARD） - ラッキィ池田と共演[81]。

## 関連書籍・項目
- 山中伊知郎著
  - 関根勤は天才なのだ。（1997年3月、風塵社） ISBN 978-4938733339
  - 関根勤・ルー大柴 100歳の挑戦（2004年12月、飯塚書店） ISBN 978-4752260035
- 2003 飯野賢治対談集（1999年、ソニーマガジン） ISBN 978-4789713597
- 南砂 - 『コサキンDEワァオ!』にて、関根に曰くのある場所として話題に上がった。
- 日本大学の人物一覧
- 下北沢トリウッド - 下北沢にあるミニシアターで、関根の番組内での発言が館名の由来となっている。